# Coppa Italia di Serie B 2003-2004 (calcio a 5)
La Coppa Italia di Serie B 2003-2004 è stata la 6ª edizione della manifestazione riservata alle società di calcio a 5 iscritte al campionato di Serie B. Si è svolta tra il 13 settembre 2003 e il 30 marzo 2004.
Le 84 società iscritte al campionato di serie B sono state divise secondo il criterio di vicinorietà in 20 triangolari e 12 accoppiamenti. Nella prima fase, le società coinvolte nei triangolari si affrontano reciprocamente tra loro in un unico incontro; si qualifica al turno successivo la squadra prima classificata. Negli accoppiamenti, così come nelle fasi successive, le società si affrontano in incontri a eliminazione diretta articolate in andata e ritorno, il cui ordine di svolgimento è stato stabilito per sorteggio. Risulta qualificata la squadra che nelle due partite di andata e ritorno, ha ottenuto il miglior punteggio, ovvero, a parità di punteggio, la squadra che ha realizzato il maggior numero di reti. In questa fase il meccanismo di passaggio del turno prevede incontri a eliminazione diretta al termine dei quali, qualora sussistesse la condizione di parità, si disputeranno due tempi supplementari, ed eventualmente i tiri di rigore per determinare la vincitrice.

## Prima fase

### Triangolari
La squadra che riposa nella prima giornata è stata determinata per sorteggio, così come la squadra che ha disputato la prima gara in trasferta. Nella seconda giornata riposa la squadra che ha vinto la prima gara o, in caso di parità, quella che ha disputato la prima gara in trasferta; nella terza giornata si svolge la gara fra le due squadre che non si sono incontrate in precedenza. Le squadre si affrontano reciprocamente tra loro in una gara unica; si qualificano alla fase successiva solamente le formazioni vincitrici del girone. Per determinare la squadra vincente si terrà conto nell'ordine: dei punti ottenuti negli incontri disputati; della migliore differenza reti; del maggior numero di reti segnate. Persistendo ulteriore parità, la vincente sarà determinata per sorteggio che sarà effettuato dalla Segreteria della Divisione Calcio a 5.

#### 1ª giornata[1]
13, 15, 16, 17 settembre 2003
- Executive Torino - Karmaland 3-4
- Gordona - Polisportiva Antares 3-2
- Valprint Futsal Fram - Interfive Vigevano 3-3
- Jesolo - Dese 1-6
- Rimini - Forlì 0-5
- Coop. Atlante - Livorno '94 3-3
- Polis Genova - Massa 2-3
- Castelbellino - Daewoo Team Montesicuro 3-5
- Ascoli - Città di Chieti 6-5
- Pescara - Marina C.S.A. 6-1
- Sinuessa '95 - Rio Ceccano 1-3
- Albano - Velletri 7-2
- Divino Amore - Lazio Calcetto 2-0
- Coar Orvieto - Real Gubbio 3-2
- Pro Capoterra - Audax Sanluri 9-1
- Afragola - Marcianise 3-1
- Forio - Napoli Five 2-3
- Sport Five - Polignano 5-4
- Barletta - Bisceglie 2-3
- Wisser Club - Forst Palermo 2-6

#### 2ª giornata[2]
23, 24, 25 settembre 2003
- Piemonte - Executive Torino 6-2
- Polisportiva Antares - Bramante Seregno 3-6
- Interfive Vigevano - Toniolo Milano 5-4
- Manzano - Jesolo 7-2
- OMGM Imola - Rimini 8-0
- Livorno '94 - Isolotto 6-5
- IGP Calcetto Club - Polis Genova 1993 9-4
- Jesina - Castelbellino 2-0
- Città di Chieti - Sangiorgese 5-2
- Marina C.S.A. - Vigor Guardiagrele 5-2
- Forte Colleferro - Sinuessa '95 7-4
- Velletri - Pomezia 4-3
- Lazio Calcetto - Ostia 2-7
- Real Gubbio - Polizia Penitenziaria Bowling 4-6
- Audax Sanluri - ATS Calcetto Quartu 2-2
- Marcianise - Napoli Nord 2-0
- Marigliano '94 - Forio 11-4
- Polignano - Modugno 2-3
- Fovea Foggia - Barletta 5-3
- Pianeta Verde - Wisser Club 4-1

#### 3ª giornata[3]
14, 15 ottobre 2003
- Karmaland - Piemonte 8-2[4][5]
- Bramante Seregno - Gordona 8-2
- Toniolo Milano - Valprint Futsal Fram 4-7
- Dese - Manzano 10-3
- Forlì - OMGM Imola 4-3
- Isolotto - Coop. Atlante 3-4
- Massa - IGP Calcetto Club 2-2
- Daewoo Team Montesicuro - Jesina 7-3
- Sangiorgese - Ascoli 12-8
- Vigor Guardiagrele - Pescara 3-4
- Rio Ceccano - Forte Colleferro 4-2
- Pomezia - Albano 5-1
- Ostia - Divino Amore 0-3
- Polizia Penitenziaria Bowling - Coar Orvieto 4-4
- ATS Calcetto Quartu - Pro Capoterra 6-1
- Napoli Nord - Afragola 5-6
- Napoli Five - Marigliano 3-1
- Modugno - Sport Five 5-2
- Bisceglie - Fovea 6-0
- Forst Palermo - Pianeta Verde 11-2[4][5]

### Classifica

#### Triangolare 1
|  | Squadra          | P.ti | V | P | S | GF | GS | DR |
|  | ---------------- | ---- | - | - | - | -- | -- | -- |
|  | Karmaland        | 6    | 2 | 0 | 0 | 12 | 5  | +7 |
|  | Piemonte         | 3    | 1 | 0 | 1 | 8  | 10 | -2 |
|  | Executive Torino | 0    | 0 | 0 | 2 | 5  | 10 | -5 |
|  |                  |      |   |   |   |    |    |    |

#### Triangolare 3
|  | Squadra            | P.ti | V | P | S | GF | GS | DR |
|  | ------------------ | ---- | - | - | - | -- | -- | -- |
|  | Valprint Milano    | 4    | 1 | 1 | 0 | 10 | 7  | +3 |
|  | Interfive Vigevano | 4    | 1 | 1 | 0 | 8  | 7  | +1 |
|  | Toniolo Milano     | 0    | 0 | 0 | 2 | 8  | 12 | -4 |
|  |                    |      |   |   |   |    |    |    |

#### Triangolare 5
|  | Squadra | P.ti | V | P | S | GF | GS | DR  |
|  | ------- | ---- | - | - | - | -- | -- | --- |
|  | Forlì   | 6    | 2 | 0 | 0 | 9  | 2  | +7  |
|  | Imola   | 3    | 1 | 0 | 1 | 10 | 4  | +6  |
|  | Rimini  | 0    | 0 | 0 | 2 | 3  | 16 | -13 |
|  |         |      |   |   |   |    |    |     |

#### Triangolare 7
|  | Squadra      | P.ti | V | P | S | GF | GS | DR |
|  | ------------ | ---- | - | - | - | -- | -- | -- |
|  | IGP Pisa     | 6    | 2 | 0 | 0 | 11 | 6  | +5 |
|  | Massa        | 3    | 1 | 0 | 1 | 5  | 4  | +1 |
|  | Polis Genova | 0    | 0 | 0 | 2 | 6  | 12 | -6 |
|  |              |      |   |   |   |    |    |    |

#### Triangolare 9
|  | Squadra         | P.ti | V | P | S | GF | GS | DR |
|  | --------------- | ---- | - | - | - | -- | -- | -- |
|  | Città di Chieti | 3    | 1 | 0 | 1 | 10 | 8  | +2 |
|  | Sangiorgese     | 3    | 1 | 0 | 1 | 14 | 13 | +1 |
|  | Ascoli          | 3    | 1 | 0 | 1 | 14 | 17 | -3 |
|  |                 |      |   |   |   |    |    |    |

#### Triangolare 11
|  | Squadra          | P.ti | V | P | S | GF | GS | DR |
|  | ---------------- | ---- | - | - | - | -- | -- | -- |
|  | Ceccano          | 6    | 2 | 0 | 0 | 7  | 3  | +4 |
|  | Forte Colleferro | 3    | 1 | 0 | 1 | 9  | 8  | +1 |
|  | Sinuessa         | 0    | 0 | 0 | 2 | 5  | 10 | -5 |
|  |                  |      |   |   |   |    |    |    |

#### Triangolare 13
|  | Squadra        | P.ti | V | P | S | GF | GS | DR |
|  | -------------- | ---- | - | - | - | -- | -- | -- |
|  | Divino Amore   | 6    | 2 | 0 | 0 | 5  | 0  | +5 |
|  | Ostia          | 3    | 1 | 0 | 1 | 7  | 5  | +2 |
|  | Lazio Calcetto | 0    | 0 | 0 | 2 | 2  | 9  | -7 |
|  |                |      |   |   |   |    |    |    |

#### Triangolare 15
|  | Squadra       | P.ti | V | P | S | GF | GS | DR |
|  | ------------- | ---- | - | - | - | -- | -- | -- |
|  | ATS Quartu    | 4    | 1 | 1 | 0 | 8  | 3  | +5 |
|  | Pro Capoterra | 3    | 1 | 0 | 1 | 10 | 7  | +3 |
|  | Audax Sanluri | 1    | 0 | 1 | 1 | 3  | 11 | -8 |
|  |               |      |   |   |   |    |    |    |

#### Triangolare 17
|  | Squadra    | P.ti | V | P | S | GF | GS | DR |
|  | ---------- | ---- | - | - | - | -- | -- | -- |
|  | Modugno    | 6    | 2 | 0 | 0 | 8  | 4  | +4 |
|  | Sport Five | 3    | 1 | 0 | 1 | 7  | 9  | -2 |
|  | Polignano  | 0    | 0 | 0 | 2 | 6  | 8  | -2 |
|  |            |      |   |   |   |    |    |    |

#### Triangolare 19
|  | Squadra     | P.ti | V | P | S | GF | GS | DR |
|  | ----------- | ---- | - | - | - | -- | -- | -- |
|  | Napoli Five | 6    | 2 | 0 | 0 | 6  | 3  | +3 |
|  | Marigliano  | 3    | 1 | 0 | 1 | 12 | 7  | +5 |
|  | Forio       | 0    | 0 | 0 | 2 | 6  | 14 | -8 |
|  |             |      |   |   |   |    |    |    |

#### Triangolare 2
|  | Squadra | P.ti | V | P | S | GF | GS | DR |
|  | ------- | ---- | - | - | - | -- | -- | -- |
|  | Seregno | 6    | 2 | 0 | 0 | 14 | 5  | +5 |
|  | Gordona | 3    | 1 | 0 | 1 | 5  | 10 | -5 |
|  | Antares | 0    | 0 | 0 | 2 | 5  | 9  | -4 |
|  |         |      |   |   |   |    |    |    |

#### Triangolare 4
|  | Squadra | P.ti | V | P | S | GF | GS | DR  |
|  | ------- | ---- | - | - | - | -- | -- | --- |
|  | Dese    | 6    | 2 | 0 | 0 | 16 | 4  | +12 |
|  | Manzano | 3    | 1 | 0 | 1 | 10 | 12 | -2  |
|  | Jesolo  | 0    | 0 | 0 | 2 | 3  | 13 | -10 |
|  |         |      |   |   |   |    |    |     |

#### Triangolare 6
|  | Squadra          | P.ti | V | P | S | GF | GS | DR |
|  | ---------------- | ---- | - | - | - | -- | -- | -- |
|  | Livorno 94       | 4    | 1 | 1 | 0 | 9  | 8  | +1 |
|  | Atlante Grosseto | 4    | 1 | 1 | 0 | 8  | 7  | +1 |
|  | Isolotto         | 0    | 0 | 0 | 2 | 8  | 10 | -2 |
|  |                  |      |   |   |   |    |    |    |

#### Triangolare 8
|  | Squadra       | P.ti | V | P | S | GF | GS | DR |
|  | ------------- | ---- | - | - | - | -- | -- | -- |
|  | Montesicuro   | 6    | 2 | 0 | 0 | 12 | 6  | +6 |
|  | Jesina        | 3    | 1 | 0 | 1 | 5  | 7  | -2 |
|  | Castelbellino | 0    | 0 | 0 | 2 | 3  | 7  | -4 |
|  |               |      |   |   |   |    |    |    |

#### Triangolare 10
|  | Squadra            | P.ti | V | P | S | GF | GS | DR |
|  | ------------------ | ---- | - | - | - | -- | -- | -- |
|  | Pescara            | 6    | 2 | 0 | 0 | 10 | 4  | +6 |
|  | Marina CSA         | 3    | 1 | 0 | 1 | 6  | 8  | -2 |
|  | Vigor Guardiagrele | 0    | 0 | 0 | 2 | 5  | 9  | -4 |
|  |                    |      |   |   |   |    |    |    |

#### Triangolare 12
|  | Squadra  | P.ti | V | P | S | GF | GS | DR |
|  | -------- | ---- | - | - | - | -- | -- | -- |
|  | Pomezia  | 3    | 1 | 0 | 1 | 8  | 5  | +3 |
|  | Albano   | 3    | 1 | 0 | 1 | 8  | 7  | +1 |
|  | Velletri | 3    | 1 | 0 | 1 | 6  | 10 | -4 |
|  |          |      |   |   |   |    |    |    |

#### Triangolare 14
|  | Squadra               | P.ti | V | P | S | GF | GS | DR |
|  | --------------------- | ---- | - | - | - | -- | -- | -- |
|  | Polizia Penitenziaria | 4    | 1 | 1 | 0 | 10 | 8  | +2 |
|  | Coar Orvieto          | 4    | 1 | 1 | 0 | 7  | 6  | +1 |
|  | Real Gubbio           | 0    | 0 | 0 | 2 | 6  | 9  | -3 |
|  |                       |      |   |   |   |    |    |    |

#### Triangolare 16
|  | Squadra   | P.ti | V | P | S | GF | GS | DR |
|  | --------- | ---- | - | - | - | -- | -- | -- |
|  | Bisceglie | 6    | 2 | 0 | 0 | 9  | 2  | +7 |
|  | Fovea     | 3    | 1 | 0 | 1 | 5  | 9  | -4 |
|  | Barletta  | 0    | 0 | 0 | 2 | 5  | 8  | -3 |
|  |           |      |   |   |   |    |    |    |

#### Triangolare 18
|  | Squadra     | P.ti | V | P | S | GF | GS | DR |
|  | ----------- | ---- | - | - | - | -- | -- | -- |
|  | Afragola    | 6    | 2 | 0 | 0 | 9  | 6  | +3 |
|  | Marcianise  | 3    | 1 | 0 | 1 | 3  | 3  | 0  |
|  | Napoli Nord | 0    | 0 | 0 | 2 | 5  | 8  | -3 |
|  |             |      |   |   |   |    |    |    |

#### Triangolare 20
|  | Squadra       | P.ti | V | P | S | GF | GS | DR  |
|  | ------------- | ---- | - | - | - | -- | -- | --- |
|  | Forst Palermo | 6    | 2 | 0 | 0 | 17 | 4  | +13 |
|  | Pianeta Verde | 3    | 1 | 0 | 1 | 6  | 12 | -6  |
|  | Wisser Club   | 0    | 0 | 0 | 2 | 3  | 10 | -7  |
|  |               |      |   |   |   |    |    |     |

### Accoppiamenti[1][2]
| Squadra 1                 | Totale | Squadra 2      | Andata | Ritorno |
| ------------------------- | ------ | -------------- | ------ | ------- |
| Real Cesana               | 2 - 6  | Aosta          | 2 - 4  | 0 - 2   |
| Trento                    | 2 - 12 | Verona         | 2 - 3  | 0 - 9   |
| PSN 1997                  | 6 - 7  | Cornedo        | 2 - 6  | 4 - 1   |
| Altamarca                 | 3 - 14 | Treviso        | 1 - 8  | 2 - 6   |
| Reggio Emilia             | 14 - 8 | Osteria Grande | 10 - 1 | 4 - 7   |
| Palextra Fano             | 10 - 5 | Fano           | 3 - 1  | 7 - 4   |
| Villa Aurelia-Virtus Roma | 9 - 6  | Cinecittà      | 4 - 0  | 5 - 6   |
| Raiano                    | 9 - 2  | Pro Calcetto   | 7 - 1  | 2 - 1   |
| Termoli                   | 9 - 10 | Venafro        | 7 - 7  | 2 - 3   |
| Avellino                  | 8 - 5  | CUS Potenza    | 2 - 1  | 6 - 4   |
| Maestrelli                | 8 - 12 | Catanzarese    | 7 - 4  | 1 - 8   |
| Pro Scicli                | 6 - 7  | Viagrande      | 2 - 2  | 4 - 5   |

## Sedicesimi di finale[6][7]
Gli incontri di andata si sono svolti il 27 e il 28 ottobre 2003, quelli di ritorno l'8, 10 e 11 novembre a campi invertiti.
| Squadra 1                 | Totale  | Squadra 2             | Andata  | Ritorno |
| ------------------------- | ------- | --------------------- | ------- | ------- |
| Karmaland                 | 17 - 12 | Aosta                 | 10 - 5  | 7 - 7   |
| Valprint Milano           | 6 - 8   | Seregno               | 4 - 4   | 2 - 4   |
| Cornedo                   | 7 - 9   | Verona                | 3 - 4   | 4 - 5   |
| Treviso                   | 17 - 5  | Dese                  | 7 - 0   | 10 - 5  |
| Reggio Emilia             | 9 - 8   | Forlì                 | 4 - 8   | 5 - 0   |
| IGP Pisa                  | 15 - 18 | Livorno 94            | 10 - 10 | 5 - 8   |
| Montesicuro               | 9 - 12  | Palextra Fano         | 5 - 2   | 4 - 10  |
| Pescara                   | 5 - 6   | Città di Chieti       | 5 - 2   | 0 - 4   |
| Raiano                    | 9 - 7   | Venafro               | 7 - 3   | 2 - 4   |
| Pomezia                   | 5 - 3   | Ceccano               | 2 - 1   | 3 - 2   |
| Divino Amore              | 18 - 6  | Polizia Penitenziaria | 7 - 2   | 11 - 4  |
| Villa Aurelia-Virtus Roma | 10 - 11 | ATS Quartu            | 8 - 4   | 2 - 7   |
| Modugno                   | 8 - 9   | Bisceglie             | 6 - 4   | 2 - 5   |
| Afragola                  | 6 - 7   | Napoli Five           | 5 - 3   | 1 - 4   |
| Avellino                  | 8 - 3   | Catanzarese           | 7 - 3   | 1 - 0   |
| Viagrande                 | 3 - 6   | Forst Palermo         | 1 - 2   | 2 - 4   |

## Ottavi di finale[8][9]
Gli incontri di andata si sono svolti l'1, 2 e 8 dicembre 2003, quelli di ritorno il 15 e il 16 dicembre a campi invertiti.
| Squadra 1       | Totale  | Squadra 2     | Andata | Ritorno |
| --------------- | ------- | ------------- | ------ | ------- |
| Seregno         | 11 - 4  | Karmaland     | 7 - 1  | 4 - 3   |
| Verona          | 11 - 14 | Treviso       | 5 - 6  | 6 - 8   |
| Livorno 94      | 6 - 9   | Reggio Emilia | 5 - 2  | 1 - 7   |
| Città di Chieti | 8 - 10  | Palextra Fano | 4 - 2  | 4 - 8   |
| Raiano          | 6 - 8   | Pomezia       | 2 - 3  | 4 - 5   |
| ATS Quartu      | 7 - 25  | Divino Amore  | 4 - 11 | 3 - 12  |
| Napoli Five     | 5 - 10  | Bisceglie     | 3 - 4  | 2 - 6   |
| Avellino        | 2 - 18  | Forst Palermo | 2 - 12 | 0 - 6   |

## Quarti di finale[11][12]
Le otto Società qualificate sono suddivise in quattro accoppiamenti già stabiliti. Le Società predette disputeranno gare di andata (11 e 13 gennaio) e ritorno (27, 28 e 31 gennaio) ad eliminazione diretta e la vincitrice accede alla final four.
| Squadra 1     | Totale | Squadra 2     | Andata | Ritorno |
| ------------- | ------ | ------------- | ------ | ------- |
| Seregno       | 7 - 15 | Treviso       | 5 - 8  | 2 - 7   |
| Reggio Emilia | 6 - 10 | Palextra Fano | 3 - 3  | 3 -7    |
| Pomezia       | 7 - 4  | Divino Amore  | 3 - 2  | 4 - 2   |
| Bisceglie     | 6 - 5  | Forst Palermo | 3 - 2  | 3 - 3   |

## Final four
La Final four di Coppa Italia è stata organizzata dalla società Bisceglie Calcio a 5 e si è svolta il 29 e il 30 marzo 2004 presso l'impianto del PalaDolmen. La manifestazione, giocata davanti a un pubblico di oltre 3.000 spettatori, è stata vinta dalla società ospitante.

### Tabellone
|  | Semifinali          | Semifinali          | Semifinali    |               |           | Finale    | Finale | Finale |  |
|  |                     |                     |               |               |           |           |        |        |  |
|  | Bisceglie           | Bisceglie           | 4             |               |           |           |        |        |  |
|  | Bisceglie           | Bisceglie           | 4             |               |           |           |        |        |  |
|  | Pomezia             | Pomezia             | 3             |               |           |           |        |        |  |
|  | Pomezia             | Pomezia             | 3             |               | Bisceglie | Bisceglie | 4      |        |  |
|  |                     |                     |               |               | Bisceglie | Bisceglie | 4      |        |  |
|  |                     |                     | Palextra Fano | Palextra Fano | 1         |           |        |        |  |
|  | Treviso             | Treviso             | Palextra Fano | Palextra Fano | 1         | 2 (7)     |        |        |  |
|  | Treviso             | Treviso             |               |               |           |           |        |        |  |
|  | Palextra Fano (dcr) | Palextra Fano (dcr) | 2 (8)         |               |           |           |        |        |  |

### Semifinali[14]
| Arbitri: | Damiano De Felice (Molfetta) Giuliano Rosa (Firenze) |
| Crono:   | Ernesto Piraggine (Potenza)                          |

|                                                                |                      |                                              |
| Pitta 14'48'’ Rogério Ribeiro 16'58'’                          | Marcatori            | 6'27'’ Vico 33'15'’ Šimurina                 |
| Caruso Rogério Ribeiro Maia Mondin Rodrigo Ribeiro Palmisciano | Tiri di rigore 5 – 6 | Bolognini Aiudi Di Santi Vico Šimurina Penna |

| Arbitri: | Claudio Valle (Mantova) Luca Giacomin (Mestre) |
| Crono:   | Gaetano Brindisi (Potenza)                     |

|                                                         |           |                                                         |
| Diego 4'19'’ Vaccariello 26'36'’ Ricco 38'23'’, 38'46'’ | Marcatori | 14'17'’ Di Melchiorre 24'44'’ Piacenti 24'53'’ Paulinho |

### Finale[15]
| Arbitri: | Riccardo Arnò (Reggio Emilia) Mario Iacuzio (Nocera Inferiore) |
| Crono:   | Giovanni D'Oria (Bari)                                         |

| |            | |
| Diego 4'51'’ Vaccariello 6'34'’ Gemelli 19'25'’ Riefolo 20'59'’ | Marcatori  | 1'12'’ Šimurina |
| · Claudio Lopopolo · Giuseppe Di Chiano · Vincenzo Di Palma · Francesco Ricco · Andrea Amoroso · Roberto Riefolo · Vittorio Caprioli · Nicola Colangelo · Carlos Gemelli · Francesco Vaccariello · Diego · Stefano Montanaro | Formazioni | · Davide Bargnesi · Daniele Valente · Carlo Sgarzini · Roberto Bolognini · Filippo Aiudi · Roberto Di Santi · Alessio Bruni · Mirko Penna · Alessandro Peverini · Alessandro Vico · Marko Šimurina · Marco Anselmi |
| Leopoldo Capurso | Allenatori | Roberto Osimani |